# NGC 1585
NGC 1585 est une galaxie spirale située dans la constellation du Burin. NGC 1585 a été découverte par l'astronome britannique John Herschel en 1837.

## Caractéristiques
Sa vitesse par rapport au fond diffus cosmologique est de 4 635 ± 31 km/s, ce qui correspond à une distance de Hubble de 68,4 ± 4,8 Mpc (∼223 millions d'al).
La classe de luminosité de NGC 1585 est III et elle présente une large raie HI.